# Абација
Абација (итал. Abazia) је насеље у Италији у округу Алесандрија, региону Пијемонт.
Према процени из 2011. у насељу је живело 247 становника. Насеље се налази на надморској висини од 143 м.